# Ottavio Moreno
Giuseppe Ottavio Stefano Angelo Maria Moreno (Mallare, 2 agosto 1777 – Torino, 2 maggio 1852) è stato un abate, avvocato e politico italiano.

## Biografia
Fratello di monsignor Luigi, vescovo di Ivrea e laureatosi "in utroque iure", fu avvocato, membro del Capitolo metropolitano dell'Arcidiocesi di Torino. Fu uno dei primi cappellani del principe Camillo Borghese di Guastalla. Diventato abate del Monastero di Santa Maria di Cavour, fu nominato Economo generale presso l'Economato regio ed apostolico dei vescovati ed abbazie vacanti - Azienda generale delle corporazioni religiose. Fu elegante oratore: «Le molte sacre orazioni da lui dette in occasioni di straordinarie solennità religiose, e poi mandate alla luce, fanno fede del suo grande valore nell'eloquenza del pulpito».
Il 10 luglio 1849 venne nominato senatore del Regno di Sardegna.